# Gianluca Rocchi

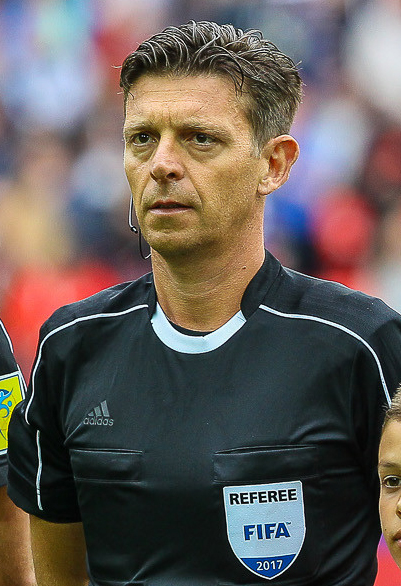
Gianluca Rocchi (2017)

Gianluca Rocchi (* 25. August 1973 in Florenz) ist ein italienischer Fußballschiedsrichter.

## Laufbahn
Rocchi begann seine Schiedsrichterlaufbahn im Profifußball 2000 in der Serie C; sein erster Einsatz in der Serie A war am letzten Spieltag der Spielzeit 2003/04 der 2:1-Sieg von US Lecce gegen Reggina Calcio am 16. Mai 2004. In der folgenden Saison kam er auf drei, in der Saison 2005/06 auf elf Einsätze. In den folgenden zwei Spielzeiten pfiff er regelmäßig Spiele der Serie A, insgesamt 38, darunter zwei Derbys zwischen Juventus und dem FC Turin sowie zwischen Lazio und der AS Rom. in der Saison 2007/08 leitete er auch das Prestigeduell zwischen Juventus Turin und Inter Mailand. Bislang kommt er insgesamt auf 56 Einsätze in der Serie A. (Stand: 19. Oktober 2008)
Seit Anfang 2008 pfeift Rocchi auch internationale Begegnungen; so war er in Qualifikationsspielen zur U-19- und U-21-Europameisterschaften im Einsatz. Außerdem leitete er zwei Spiele der UEFA-Pokal-Qualifikation ebenso wie in der ersten Runde des Wettbewerbs den 1:0-Heimsieg des VfL Wolfsburg gegen Rapid Bukarest. Darüber war er Schiedsrichter des 3:1-Sieges des FC Schalke 04 gegen Paris Saint-Germain im UEFA-Pokal 2008/09 am 23. Oktober 2008. In der Champions League 2010/11 war er als Schiedsrichter wiederum für die erste Partie der Schalker in der Gruppenphase gegen Benfica Lissabon angesetzt.
Im Sommer 2012 begleitete er erst Nicola Rizzoli als Torrichter zur Europameisterschaft und stand dann bei den Olympischen Spielen in London selbst auf dem Platz.
Am 17. September 2013 leitete Rocchi die erste Begegnung in der Gruppenphase der UEFA Champions League 2013/14 des FC Bayern München gegen PFK ZSKA Moskau. Im Oktober 2014 pfiff Rocchi die Begegnung zwischen Juventus Turin und dem AS Rom, die wegen Fehlentscheidungen sogar das Parlament beschäftigte.Der feurige Kracher, Kapitel zwei: Totti in Rage | Int. Fußball - kicker. In: kicker.de. 7. Oktober 2014, abgerufen am 2. Februar 2024.
Nachdem jahrelang Nicola Rizzoli Italien bei großen Turnieren als Schiedsrichter vertreten hatte, erhielt Rocchi 2017 mit seiner Berufung als einer von neun Schiedsrichtern beim FIFA-Konföderationen-Pokal 2017 in Russland seine erste Nominierung für ein bedeutendes FIFA-Turnier im Herrenbereich. Die FIFA nominierte ihn am 29. März 2018 für die Weltmeisterschaft 2018. Als Assistenten begleiteten ihn Elenito Di Liberatore und Mauro Tonolini.
Am 13. Mai 2019 nominierte ihn die UEFA für das Endspiel der UEFA Europa League 2018/19 zwischen dem FC Chelsea und dem FC Arsenal am 29. Mai 2019 im aserbaidschanischen Baku. An den Seitenlinien wurde er von Filippo Meli und Lorenzo Manganelli unterstützt, die Rolle des Vierten Offiziellen übernahm Daniele Orsato. Als Video-Assistent kam Massimiliano Irrati zum Einsatz.

## Einsätze bei Turnieren

### Olympisches Fußballturnier 2012
| Phase        | Datum         | Spielort | Heimmannschaft | Gastmannschaft | Ergebnis  |
| ------------ | ------------- | -------- | -------------- | -------------- | --------- |
| Gruppenphase | 26. Juli 2012 | Cardiff  | Brasilien      | Ägypten        | 3:2 (3:0) |
| Halbfinale   | 7. Aug. 2012  | London   | Mexiko         | Japan          | 3:1 (1:1) |

### FIFA-Konföderationen-Pokal 2017
| Phase        | Datum         | Spielort | Heimmannschaft | Gastmannschaft | Ergebnis  |
| ------------ | ------------- | -------- | -------------- | -------------- | --------- |
| Gruppenphase | 21. Juni 2017 | Moskau   | Russland       | Portugal       | 0:1 (0:1) |
| Gruppenphase | 25. Juni 2017 | Moskau   | Chile          | Australien     | 1:1 (0:1) |

### Fußball-Weltmeisterschaft 2018
| Phase        | Datum         | Spielort      | Heimmannschaft | Gastmannschaft | Ergebnis  |
| ------------ | ------------- | ------------- | -------------- | -------------- | --------- |
| Gruppenphase | 15. Juni 2018 | Sotschi       | Portugal       | Spanien        | 3:3 (2:1) |
| Gruppenphase | 24. Juni 2018 | Jekaterinburg | Japan          | Senegal        | 2:2 (1:1) |
| Achtelfinale | 2. Juli 2018  | Samara        | Brasilien      | Mexiko         | 2:0 (0:0) |

## Auszeichnungen
- Schiedsrichter des Jahres: 2018, 2019